# Afer Lavon
Assumpte Lavon (en anglès: Lavon Affair) va ser l'escàndol generat per una operació encoberta israeliana a Egipte coneguda com a «Operation Susannah», en la qual béns egipcis, nord-americans i britànics a Egipte van ser atacats durant l'estiu de 1954. Es va conèixer com el «Assumpte Lavon» a causa que el Ministre de Defensa israelià Pinhas Lavon va ser obligat a dimitir a causa de l'incident. Israel va admetre la seva responsabilitat sobre l'operació el 2005.

## Operació Susannah
A principis de la dècada de 1950, Estats Units va començar a pressionar al Regne Unit perquè desallotgés el Canal de Suez. I així renunciés a dos tractats operatius llavors, la Convenció de Constantinoble i el Tractat Anglo-Egipci de 1936 que feien del Canal una zona neutral sota control britànic.
Israel s'oposava fortament al desallotjament britànic, ja que temia que la seva absència remouria l'efecte moderador que els britànics exercien sobre les ambicions militars de Nasser, especialment cap a Israel. Però la diplomàcia israeliana va fallar a mantenir el seu intent per sostenir als britànics.

### Es pren la decisió
En l'estiu de 1954, el Coronel Binyamin Gibli, cap del Directori Militar d'Intel·ligència d'Israel (Aman), va iniciar l'Operació Suzannah amb la finalitat de revertir aquesta decisió.
L'objectiu de l'Operació era dur a terme diverses accions de sabotatge a Egipte amb la fi última de crear una atmosfera en la qual els oponents britànics i nord-americans a la sortida dels anglesos del Canal de Suez quedessin en supremacia tàctica, permetent-los així bloquejar aquesta iniciativa.

### La Unitat 131
Una cèl·lula secreta, identificada com a Unitat 131, duria a terme l'operació. La Unitat 131, havia existit des de 1948 i estava sota el control d'Estimen des de 1950. Quan es duu a terme l'Operació Susannah, la Unitat 131 era el centre d'una amarga disputa entre l'Estimen i el Mossad sobre qui havia de tenir el control de la mateixa.
Els efectius de la Unitat 131 havien estat reclutats feia molts anys, quan l'oficial d'Intel·ligència israeliana Avram Donar va arribar al Caire, amb una identitat falsa, fent-se passar per un ciutadà anglès de Gibraltar anomenat John Darling. Avram Donar va reclutar a diversos jueus egipcis, els que havien estat actius en activitats d'immigració il·legal i als quals va entrenar per participar en operacions encobertes.

### Entren en acció
L'Aman va decidir activar la xarxa en la primavera de 1954. El 2 de juliol, una oficina postal a Alexandria va ser incendiada i el 14 de juliol, les biblioteques de l'Oficina d'Informació dels Estats Units a Alexandria i el Caire, a més d'un teatre propietat d'un anglès van ser atacats amb bombes. Les bombes casolanes consistien en borses que contenien àcid col·locat sobre nitroglicerina, que era inserit entre els llibres, els que eren col·locats en les prestatgeries de les biblioteques a l'hora del tancament. Algunes hores després que l'àcid corroïa els envasos les bombes feien explosió. Les bombes produïen danys molt petits i no van causar cap ferit o mort.

### Tracten d'inculpar els nazis
Abans que el Grup comencés les accions, l'agent israelià Avraham Seidenberg (Avri Elad) va ser enviat a supervisar les operacions. Seidenberg va prendre la identitat de Paul Frank, un ex oficial de les SS amb connexions amb el món nazi. Avraham Seidenberg va informar als efectius del Servei d'Intel·ligència Egipci perquè seguissin a un sospitós al seu blanc, el Teatre Ric, on estava un camió bomber. Les autoritats egípcies van arrestar prematurament al sospitós, Philip Natanson, quan la bomba es va detonar prematurament en la seva butxaca.
Buscant en el seu departament, van trobar evidència incriminatoria i els noms de còmplices en l'operació. Diversos sospitosos van ser arrestats, inclosos jueus egipcis i israelians encoberts.
El Coronel Donar i Seidenberg les hi van arreglar per escapar deixant a tots els seus agents en mans dels egipcis.

### Comença el judici
El judici va començar l'11 de desembre acabant el 27 de gener de 1955; dos dels acusats (Moshe Marzouk i Shmuel Atzar) van ser condemnats a la mort a la forca i altres dues van rebre llargues condemnes.
El judici va ser criticat per la seva poca serietat sent més aviat un xou, i hi ha testimoniatges creïbles que la informació va ser extreta per tortura Assumpte Lavon - Testimoniatges extrets sota tortura.
Dos dels efectius empresonats, Meir Meyuhas i Meir Za'afran, van ser alliberats en 1962, després de complir sentències de presó de 7 anys. La resta va ser eventualment alliberat al febrer de 1968, en un addendum secret d'intercanvi de presoners de guerra.

### El Mossad guanya la partida
El que va treure partit de l'escàndol va ser el Cap del Mossad Isser Harel expressant les seves sospites a Estimen concernents a la integritat moral d'Avraham Seidenberg. Malgrat aquestes sospites, Estimen va continuar usant a Seidenberg per a operacions d'intel·ligència fins a 1956, quan va ser sorprès tractant de vendre-li documents israelians als egipcis. Seidenberg va ser jutjat i sentenciat a 10 anys de presó. En 1980, Harel públicament va revelar evidència que demostrava que Seidenberg s'havia passat al bàndol egipci encara abans de l'Operació Suzannah. Si això és cert, significa que la Intel·ligència Egípcia estava en coneixement encara abans que comencés l'Operació .

## Conseqüències polítiques

### Tracten de culpar Ximon Peres
En les seves reunions amb el Primer Ministre Moshe Sharett, el Secretari de Defensa Pinhas Lavon va negar qualsevol coneixement de l'Operació. Quan el Cap d'Intel·ligència Gibli va contradir a Lavon, Sharrett va comissionar a un grup que incloïa al Jutge de la Cort Suprema Israeliana de Justícia Isaac Olshan i al Primer Cap de l'Equip de les IDF, Yaakov Dori a realitzar una recerca, ells van informar que no existia evidència concloent que Lavon hagués autoritzat l'operació. Lavon va tractar de culpar a Shimon Peres, qui era el Secretari de Defensa, i a Gibli per insubordinació i negligència criminal. Sharett va resoldre el dilema alineant-se amb Peres, qui al costat de Moshé Dayán van atestar contra Lavon, després de la qual cosa Lavon va renunciar. L'Ex primer ministre David Ben-Gurión va reemplaçar a Lavon com a Ministre de Defensa. Poc després, Sharett, qui no havia tingut informació prèvia sobre l'operació, i que havia negat emfàticament la participació d'Israel, va renunciar com a Primer Ministre i va ser reemplaçat per Ben-Gurion.

### Fraus múltiples
A l'abril de 1960, una revisió profunda dels registres del cas va trobar inconsistències greus i la possibilitat que existissin documents fraudulents en el testimoniatge original de Gibli, que recolzava el relat de Lavon sobre els esdeveniments. Durant aquest temps, va ser evident que Seidenberg (l'agent israelià a càrrec d'Operation Suzannah a Egipte), havia comès perjuri en el judici inicial. Seidenberg era sospitós de trair al grup amb les autoritats egípcies; malgrat que els càrrecs mai van ser provats va ser sentenciat a una condemna de 10 anys de presó. Ben-Gurion va declarar tancada les recerques a càrrec de Chaim Cohen, de la Cort Suprema de Justícia.
Aquesta recerca va trobar que s'havien comesa múltiples fraus i que Lavon no havia autoritzat l'Operació. Sharett i Leví Eixkol van tractar de fer una declaració que aplaqués a Lavon i als qui se'ls oposaven, Ben-Gurion va refusar acceptar el compromís i ho va veure com un pla de divisió en el Partit Mapai. Després d'un altre comitè investigador aliat a la Pregunta Cohen. Ben-Gurion va renunciar al seu lloc com a Ministre de Defensa. Això va conduir a l'expulsió de Lavon del Sindicat Histadrut amb un primerenc anomenat a eleccions a Israel.
Ha de notar-se que els aspectes específics de la Operation Susannah no eren públics al moment de l'escàndol polític.

## Conseqüències a posteriori
Encara que les preocupacions d'Israel sobre les ambicions militars de Nasser tenien alguna base, l'Operació Suzannah i l'Assumpte Lavon van ser desastrosos per a Israel de diverses maneres:
- El govern egipci va usar el judici com a pretext per castigar els jueus egipcis, la qual cosa va culminar quan, el 1958, després de la Crisi de Suez, 25.000 jueus van ser expulsats d'Egipte i almenys 1.000 van acabar a la presó i camps de detenció.
- Israel va perdre una considerable reputació i credibilitat enfront d'Anglaterra i els Estats Units que li costaria anys reparar.
- Les tàctiques de l'operació van conduir a una sospita que encara perdura sobre els mètodes de la intel·ligència israeliana, com a agent provocador i d'Operacions de bandera falsa.
- El període polític posterior va ser d'agitació a Israel, la qual cosa va afectar la influència del seu govern.